# Auroraceratops
Auroraceratops foi um dinossauro neoceratopsiano primitivo, encontrado nos estratos do Cretáceo Inferior do Grupo Xinminpu localizados na província de Gansu, no noroeste da China, foi descrito em 2005 por You et al.. Os restos consistem num crânio quase completo de um animal adolescente, faltando o osso rostral e a crista parietal.
A etimologia do nome genérico se refere tanto ao feito de este dinossauro ser um dos primeiros neoceratopsianos como é também uma menção a Dawn Dodson, mulher de Peter Dodson, famoso paleontólogo ("Dawn" significa aurora em inglês). O epíteto específico, rugosus, foi dado em vista da expansão rugosa do osso lacrimal.
Embora a maior parte dos outros neoceratopsianos seja caracterizada por um focinho longo e estreito, o Auroraceratops tem um mais largo e curto. O próprio crânio de 20 centímetros de comprimento é marcadamente achatado e largo. As premaxilas têm pelo menos dois pares de presas ornamentadas. A superfície do crânio tem pares de zonas rugosas em frente dos olhos e no osso jugal, muito provavelmente cobertas de queratina em vida, com correspondência na mandíbula.
O Auroraceratops, neoceratopsiano primitivo de tamanho moderado, mas marcadamente derivado em certos aspectos, adiciona diversidade ao seu clado, mostrando estruturas cranianas que não se encontram em parentes próximos como o Archaeoceratops e o Liaoceratops.